# Cotorreta tirica
La cotorreta tirica (Brotogeris tirica) és una espècie d'ocell de la família dels psitàcids que habita boscos, palmerars i medi humà de l'est i sud-est del Brasil.